# Махмуд Драмалі-паша

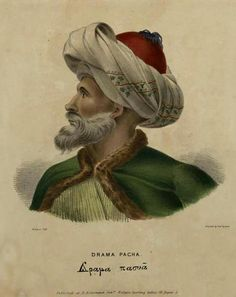
Портрет Махмуда-паші XIX ст

Драмалі Махмуд-паша ( тур . Dramalı Mahmut Paşa ; бл. 1770 р., Стамбул — 26 жовтня 1822 р., Коринф ) — османський албанський державний і військовий діяч, а також паша, який служив губернатором (валі) Лариси, Драми та Морея.

## Біографія
Махмуд виріс і отримав освіту в палаці Топкапи в Стамбулі. Він брав участь у різних кампаніях по всій імперії, дослужившись до рангу візира. Користуючись заступництвом султана Валіде, він зрештою був призначений у рідну провінцію Драми, змінивши свого батька Мелека Мехмеда-пашу на посаді губернатора.  
У 1820 році він став пашою Фессалії в Ларисі і брав участь в армії Хурсід-паші, яка діяла проти повстанців Алі-паші з Янніни.
Влітку 1821 року Махмуд придушив повстання греків у регіонах Аграфа та гора Пеліон.  У червні 1822 року  він зібрав добре оснащену армію чисельністю понад 20 000 чоловік, величезну силу за балканськими стандартами та найбільшу османську армію, яка увійшла до Греції з часів османського вторгнення в Морею в 1715 році.  

## Кампанія Морея
На чолі армії Драмалі вирушив наприкінці червня 1822 року і без перешкод пройшов через східну Грецію: його війська без опору пройшли через Беотію, зруйнували Фіви, та Аттику.
Він легко пройшов крізь протоки Мегарії й увійшов до Пелопоннесу. Прибув до Коринфа в середині липня і виявив міцний форт Акрокорінф, покинутий грецьким гарнізоном без бою. Драмалі одружився з вдовою вбитого колишнього командира форту, Кіаміля Бея, до нього приєднався Юсуф-паша з Патр, який порадив створити потужні військово-морські сили в Коринфській затоці та ізолювати Морею, перш ніж наступати на Триполі. Але Драмалі вирішив негайно рушити на південь, до Арголіди.
Просування викликало паніку серед греків:  гарнізон готувався до капітуляції, а тимчасовий уряд покинув Аргос і сів на кораблі для безпеки.  Драмалі припустився двох критичних помилок: він не забезпечив свій основний шлях постачання та відступу через перевал Дервенакія та проігнорував той факт, що відсутність османського флоту означала, що він не міг отримати постачання з моря. Греки під проводом Теодороса Колокотроніса згуртували свої сили та зайняли навколишні пагорби, включаючи Дервенакію. Греки  грабували села Аргольської рівнини,  підпалили посіви та пошкодили джерела, щоб заморити турецьку армію голодом.
Без води та їжі  Драмалі був змушений спланувати відхід назад до Коринфа. 26 липня він послав  кавалерію як авангард до перевалу Дервенакія. Але греки очікували цього руху і зайняли там позиції. Греція здобула повну перемогу, декільком османам вдалося втекти. Через два дні  Драмалі вирушив зі своєю основною армією, йому та його охоронцям вдалося пройти. Але більшість його армії, скарбниця та обладнання були захоплені. Результатом стала повна катастрофа: із понад 30 000 солдатів лише 6 000 повернулися до Коринфа, де Драмалі помер від високої температури.
Поразка Драмалі врятувала грецьке повстання від  провалу. Масштаби поразки були такими, що воно увійшло в сучасну грецьку мову як прислів'я, яке використовується для позначення повної катастрофи. Нащадки Драмалі живуть сьогодні в Єгипті та Туреччині.